# Punto stimato
In navigazione stimata il punto stimato rappresenta la posizione della nave, determinata con la bussola, il solcometro e l'orologio, ovvero con strumenti che consentono di stimare la posizione della nave basandosi sulla sua rotta.
La determinazione del punto stimato non prende in considerazione oggetti esterni alla nave (punti cospicui, isolotti, astri, etc.) ma si basa solo su strumenti di bordo.